# Имперски окръг
Имперски окръг (на немски: Reichskreise) са териториални единици на Свещената Римска империя. Те са образувани от 1500 г. по време на реформата на империята от Максимилиан I и съществуват до 1806 г.
Първите шест образувани окръзи през 1500 г. са:
- Баварски имперски окръг
- Швабски имперски окръг
- Горнорейнски имперски окръг
- Долнорейнски имперски окръг (или Вестфалски)
- Франконски имперски окръг
- Саксонски имперски окръг

През 1512 г. се образуват още четири други:
- Бургундски имперски окръг
- Австрийски имперски окръг
- Долносаксонски имперски окръг
- Горносаксонски имперски окръг
- Електорален рейнски имперски окръг (или Куррейнски)

Границите на десетте имперски окръга просъществуват практически без изменения до началото на 1790-те години, когато войните с революционна Франция разрушават системата на окръзите. Част от тях се задържа до самия край на Свещената Римска империя през 1806 г.

## Състав на окръзите
В състава на всеки окръг влизат всички държавни образувания, намиращи се на неговата територия: светски княжества, църковни владения, свободни градове, рицарски владения. Съществуват и изключения. Следните територии не са част от системата на окръзите:
- Земите на Чешката корона (Бохемия, Моравия, Силезия, Горна и Долна Лужица);
- Швейцария;
- държавите в Северна Италия (освен епископствата Тренто и Бликсен);
- някои немски земи (графствата Мьомпелгард, Йевер, Хоенрехберг, градовете Дик, Реда, владенията Шмалкалден, Книпхаузен и други).

Съставът на членовете на имперските окръзи в продължение на цялата история на съществуването им не остава неизменен. Въпреки че общият принцип е за прехвърляне на правото на участие в органите на управление на окръга от старите към новите владетели на държавите, това правило често се нарушава, за да се предотврати прекаленото усилване на дадено княжество. Така на херцога на Вюртемберг не е позволено да получи право на глас в събранието на Швабския окръг за херцогство Тек, а на кралят на Прусия — в събранието на Франконския окръг за графство Гайер. Също така, към новите им владетели не преминават правата за участие в органите на управление за секуларизираните манастири (Хереналб, Кьонигсброн) и редица епископства без суверенна територия (Гурк, Лавант). Освен това, значителен брой територии на членове на имперските окръзи губят правото си на участие в имперския райхстаг след края на управляващите ги династии и присъединяването към други немски княжества (например Юлих, Берг, Клеве, Юстинген, Хоенвалдек и други).
Освен държавните образувания в структурата на имперските окръзи влизат лично главите на два аристократични рода – на Турн и Таксис и Льовенщайн-Вертхайм-Рошфор.